# Bánh dứa
Bánh dứa (phồn thể: 鳳梨酥; giản thể: 凤梨酥; Hán-Việt: phượng lê tô; bính âm: fènɡ lí sū; Phúc Kiến: ông-lâi-so͘) là một loại bánh ngọt truyền thống trong ẩm thực Đài Loan, gồm có bơ, bột, trứng, đường và mứt dứa hoặc dứa cắt lát.

## Lịch sử
Dứa đã trở thành một thành phần quan trọng của nền kinh tế Đài Loan vào thời kỳ thuộc Nhật. Trong thời gian này, các nhà tư bản công nghiệp Nhật Bản đã nhập khẩu nhiều giống dứa và lập nên nhiều nhà máy chế biến. Đến cuối thập niên 1930, Đài Loan đã trở thành nước xuất khẩu dứa lớn thứ ba trên thế giới. Tuy nhiên, khi sản xuất dứa ở Đài Loan chuyển hướng sang buôn bán nội địa và sử dụng dứa tươi, các cửa hàng bánh mì địa phương đã tìm cách sử dụng lượng dứa dư thừa này để làm bánh ngọt. Về mặt lịch sử, trong khi bánh dứa được sản xuất như một món ăn nghi lễ, thì sự kết hợp khi chính quyền quảng bá và quá trình toàn cầu hóa đã phổ biến món bánh dứa khắp nơi. Bánh dứa trở thành một trong những món quà lưu niệm bán chạy nhất ở Đài Loan.

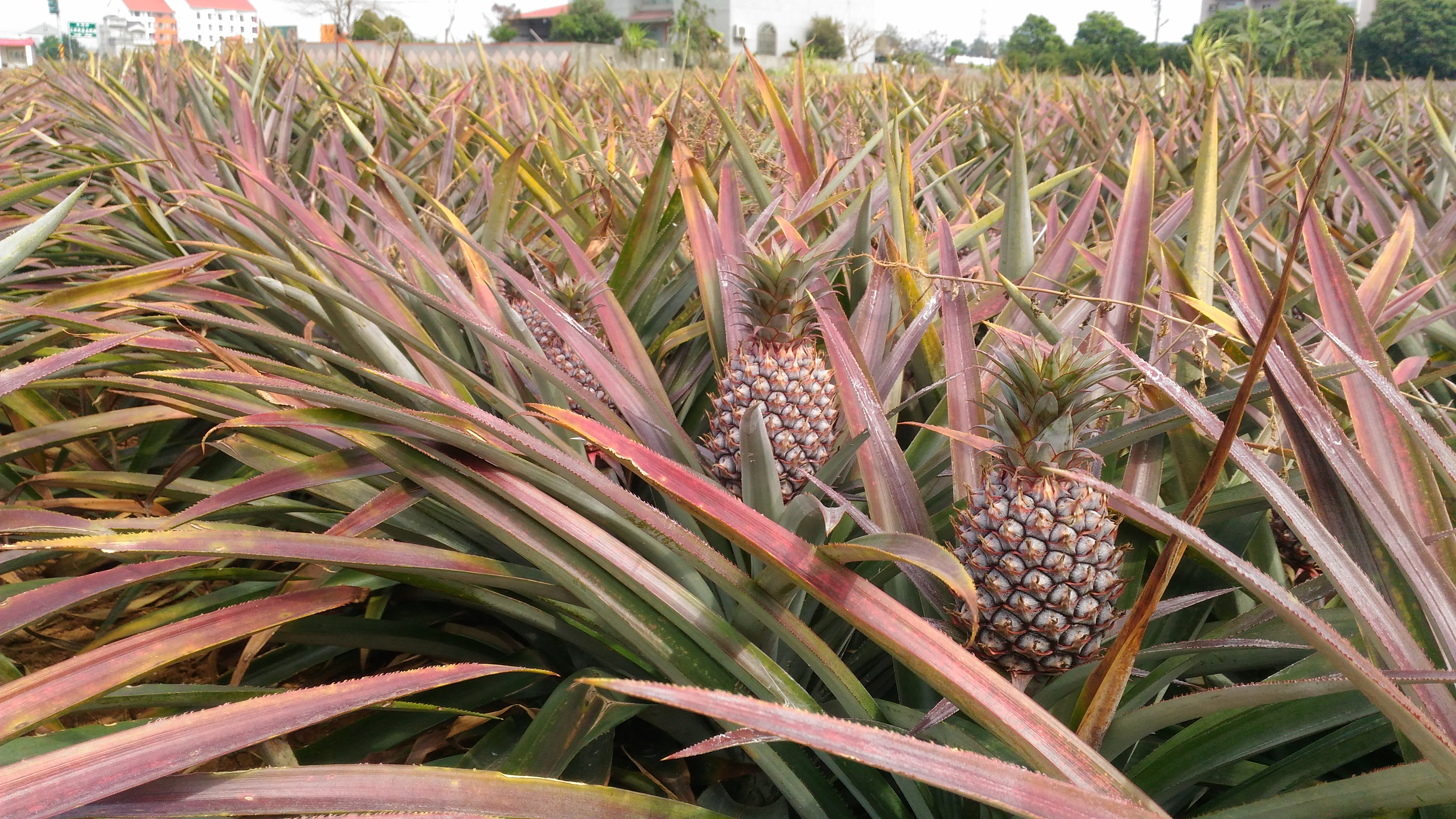
Trồng dứa tại Đài Loan

Kể từ năm 2005, Chính quyền Đài Bắc đã tổ chức Lễ hội Văn hóa Bánh dứa Đài Bắc hàng năm nhằm thúc đẩy phát triển du lịch địa phương cùng với doanh số bán bánh dứa. Năm 2013, tổng doanh thu từ các tiệm bánh dứa của Đài Loan đạt 40 tỷ Đài tệ (1,2 tỷ USD), và doanh số bán bánh dứa cũng thúc đẩy nền kinh tế nông nghiệp ở nông thôn trên cả nước.
Từ tháng 3 năm 2021, Trung Quốc đã bắt đầu cấm nhập khẩu dứa từ Đài Loan với lý do trái cây này bị nhiễm côn trùng gây hại.  Lệnh cấm này sau đó cũng được mở rộng đến các sản phẩm làm từ dứa như bánh dứa.

## Ý nghĩa tượng trưng
Trong tiếng Phúc Kiến Đài Loan, "dứa" (王梨; vương lê; ông-lâi) phát âm gần giống với cụm từ mang nghĩa "sinh sôi, thịnh vượng và phát đạt" (旺來; vượng lai; ōng-lâi). Cụm từ này truyền tải hy vọng rằng gia đình sẽ được con cháu đầy nhà. Do đó, bánh dứa thường được dùng làm quà đính hôn, hoặc đơn giản là món quà cầu chúc trong bối cảnh hàng ngày. Ngày nay bánh dứa còn được xem là biểu tượng của Đài Loan.

## Đa dạng

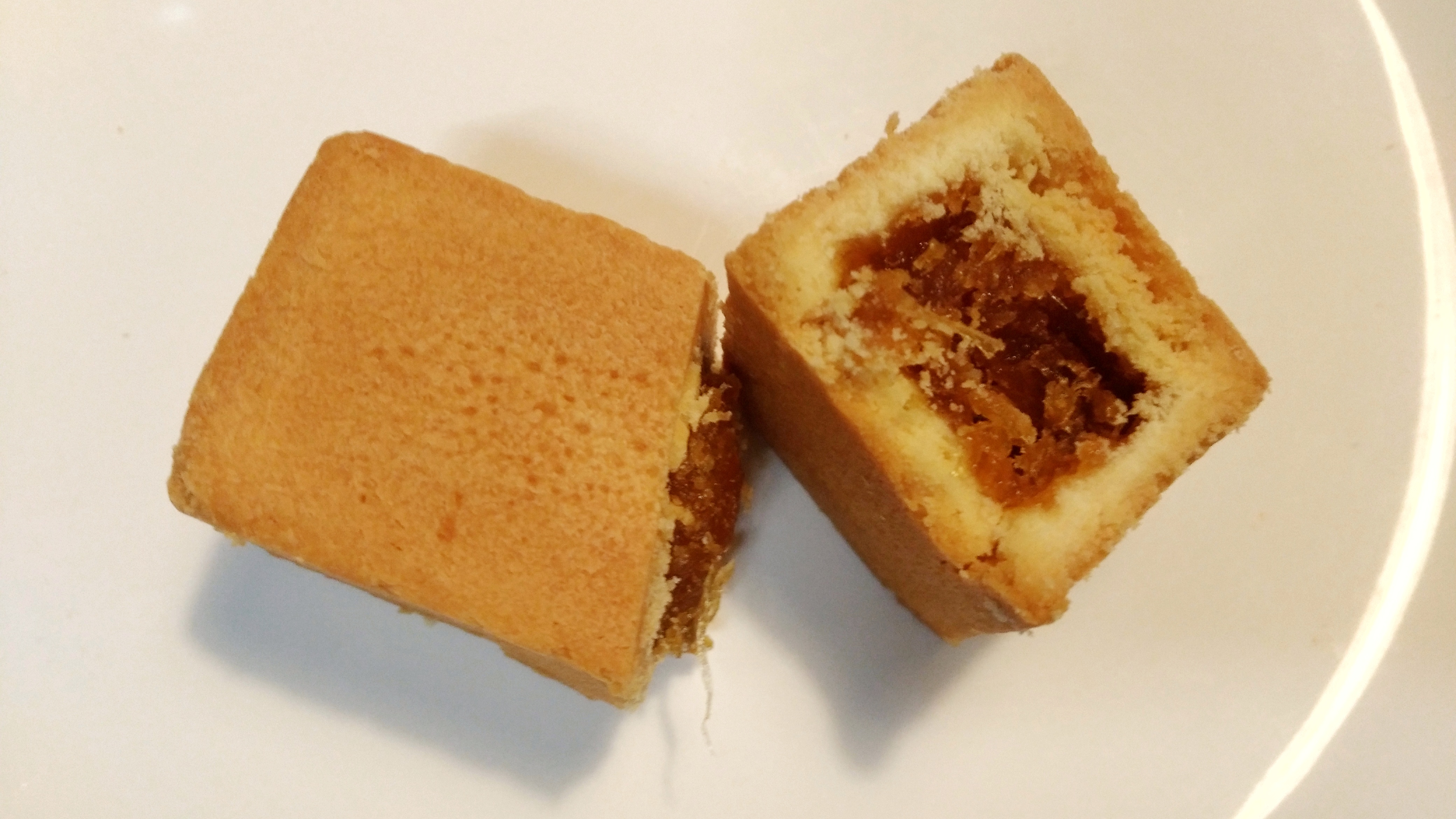
Bánh dứa và nhân bánh

Các hiệu bánh dứa đương đại đã sáng tạo ra những biến tấu trên chiếc bánh dứa truyền thống. Nhân bánh cũng có thể kết hợp lòng đỏ trứng được bảo quản hoặc các loại trái cây khô khác như mạn việt quất và dâu tây.
Tiệm bánh cũng có thể cho thêm bí đao vào mứt dứa. Cách thức này ban đầu là nỗ lực để khiến cho nhân dứa chua cay ngon miệng hơn. Tuy nhiên, đôi với các tiệm bánh đương đại, cho thêm bí đao vào nhân bánh có thể được xem là dấu hiệu cho biết bánh có chất lượng thấp hơn.
Lễ hội Văn hóa Bánh dứa Đài Bắc hàng năm thường tổ chức cuộc thi, theo đó các hiệu bánh thi đua nhau để làm những chiếc bánh dứa kết hợp nhiều nguyên liệu độc đáo, chẳng hạn như gạo hoặc trà Đài Loan.